# Athyreus langeri
Athyreus langeri är en skalbaggsart som beskrevs av Henry Fuller Howden 1999. Athyreus langeri ingår i släktet Athyreus och familjen Bolboceratidae. Inga underarter finns listade.